# زبید (شهر)
 زبیده  نام شهری است در استان حُدَیده  در کشور یمن در شبه جزیره عربستان. این شهر در بطن «وادی زبیده» و در ساحل دریای سرخ واقع شده‌است. شهر زبیدة یکی از شهرهای تاریخی یمن است، و در أقصی جنوب غربی کشور یمن واقع است.

## جمعیت
جمعیت شهر «زبیدة» در حدود ۳۰۰۰۰ نفر می‌باشند که از اهل سنت و مالکی مذهب هستند. گروهی از علماء ومشاهیر به این شهر منتسب هستند که مشهورترین آن‌ها عبارتند از:
- ابوقرّة موسی بن طارق الزبیدی (قاضی القضاء).
- المحدث: أبو رحمّة محمد بن یوسف بن محمد بت أسوار بن سیار بن أسلم الزبیدی.
- المفضل بن محمد الجنیدی الزبیدی.
- موسی بن عیسی الزبیدی.
- وعلامهٔ لغوی مشهور: المعروف الزبیدی، صاحب کتاب:(تاج العروس).

## سرچشمه ها
- دکتر: شامی، یحیی، (موسوعة المدن العربیة والاسلامیة) ، دار الفکر العربی، بیروت، چاپ سال ۱۹۹۳ میلادی به (عربی).
- المقحفی، ابراهیم، احمد، (مُعجَم المُدُن وَالقَبائِل الیَمَنِیَة) ، منشورات دار الحکمة، صنعاء، چاپ وانتشار سال ۱۹۸۵ میلادی به (عربی).
- صنعانی، محمد بن یحیی بن عبدالله بن احمد، الیمانی.، (اَلأنَباءَ عَن دُولةَ بَلقِیسَ وَ سَبأَ) ، منشورات دار الیمنیة للنشر والتوزیع، صنعاء، چاپ وانتشار سال ۱۹۸۴ میلادی به (عربی).